# Hemicloea
Hemicloea là một chi nhện. Ban đầu, chi này được xếp vào họ Gnaphosidae, sau được chuyển sang họ Trochanteriidae năm 2018.

## Các loài
Tính đến  tháng 5 năm 2019 chi này chứa 13 loài:
- Hemicloea affinis L. Koch, 1875 – Australia (New South Wales).
- Hemicloea crocotila Simon, 1908 – Australia (Tây Úc).
- Hemicloea limbata L. Koch, 1875 – Australia (New South Wales).
- Hemicloea michaelseni Simon, 1908 – Australia (Tây Úc).
- Hemicloea murina L. Koch, 1875 – Australia (Queensland).
- Hemicloea pacifica Berland, 1924 – New Caledonia (quần đảo Loyalty).
- Hemicloea plumea L. Koch, 1875 – Australia (Queensland, New South Wales, quần đảo Lord Howe).
- Hemicloea rogenhoferi L. Koch, 1875 – Australia (Queensland, New South Wales), New Zealand.
- Hemicloea semiplumosa Simon, 1908 – Australia (Tây Úc).
- Hemicloea sublimbata Simon, 1908 – Australia (Tây Úc).
- Hemicloea sundevalli Thorell, 1870 (loài điển hình) – Australia (Queensland, New South Wales), New Zealand.
- Hemicloea tasmani Dalmas, 1917 – Australia (Tasmania).
- Hemicloea tenera L. Koch, 1876 – Australia (Queensland, New South Wales).